# Steinhagen, Rostock
Steinhagen är en kommun och ort i Landkreis Rostock i förbundslandet Mecklenburg-Vorpommern i Tyskland.
Kommunen ingår i kommunalförbundet Amt Bützow-Land tillsammans med kommunerna Baumgarten, Bernitt, Bützow, Dreetz, Jürgenshagen, Klein Belitz, Penzin, Rühn, Tarnow, Warnow och Zepelin.